# Parco regionale Monti Picentini
Il parco regionale Monti Picentini è un'area naturale protetta della regione Campania, tra le province di Salerno e Avellino, istituita nel 1995 con sede a Nusco nel palazzo cinquecentesco della famiglia Astrominica.

## Territorio
Il parco si sviluppa sui monti Picentini, area calcareo-dolomitica fra le provincie di Avellino e Salerno. La vetta più alta è il monte Cervialto (1.810 m), seguono il monte Terminio (1.806 m), monte Polveracchio (1.790 m), l'Accellica (1.660 m), il Mai (1606 m), il Calvello (1.579 m),  il Pizzo San Michele (1.567 m), il Montagnone di Nusco (1.486 m.) Del parco fanno parte l'oasi naturale del Monte Polveracchio, l'oasi naturale Valle della Caccia, l'oasi naturalistica Frassineto e l'altopiano Laceno.

## Comuni
Acerno, Bagnoli Irpino, Calabritto, Calvanico, Campagna, Caposele, Castelvetere sul Calore, Castiglione del Genovesi, Chiusano di San Domenico, Eboli, Fisciano, Giffoni Sei Casali, Giffoni Valle Piana, Lioni, Montecorvino Rovella, Montella, Montemarano, Montoro, Nusco, Olevano sul Tusciano, Oliveto Citra, San Cipriano Picentino, San Mango Piemonte, Santa Lucia di Serino, Santo Stefano del Sole, Senerchia, Serino, Solofra, Sorbo Serpico, Volturara Irpina.

## Flora
Ricco di boschi di faggio, cerro, acero, ontano, castagno, conserva un'area del pino nero.